# Yusuke Shimada
Yusuke Shimada (島田 裕介 Shimada Yusuke?, nacido el 19 de enero de 1982 en Saitama) es un exfutbolista japonés. Jugaba de centrocampista y su último club fue el Gangwon FC.

## Trayectoria

### Clubes
| Club             | País          | Año         |
| ---------------- | ------------- | ----------- |
| Omiya Ardija     | Japón         | 2000 - 2007 |
| Thespa Kusatsu   | Japón         | 2006        |
| Thespa Kusatsu   | Japón         | 2008        |
| Sagan Tosu       | Japón         | 2009        |
| Tokushima Vortis | Japón         | 2010 - 2011 |
| Gangwon FC       | Corea del Sur | 2012        |

## Estadística de carrera

### J. League
| Club             | Año   | J. League | J. League | Copa J. League | Copa J. League | Total | Total |
| Club             | Año   | Part.     | Goles     | Part.          | Goles          | Part. | Goles |
| ---------------- | ----- | --------- | --------- | -------------- | -------------- | ----- | ----- |
| Omiya Ardija     | 2000  | 0         | 0         | 0              | 0              | 0     | 0     |
| Omiya Ardija     | 2001  | 1         | 0         | 0              | 0              | 1     | 0     |
| Omiya Ardija     | 2002  | 1         | 0         | -              | -              | 1     | 0     |
| Omiya Ardija     | 2003  | 25        | 2         | -              | -              | 25    | 2     |
| Omiya Ardija     | 2004  | 27        | 3         | -              | -              | 27    | 3     |
| Omiya Ardija     | 2005  | 14        | 1         | 3              | 0              | 17    | 1     |
| Thespa Kusatsu   | 2006  | 46        | 9         | -              | -              | 46    | 9     |
| Omiya Ardija     | 2007  | 1         | 0         | 2              | 0              | 3     | 0     |
| Thespa Kusatsu   | 2008  | 42        | 5         | -              | -              | 42    | 5     |
| Sagan Tosu       | 2009  | 50        | 8         | -              | -              | 50    | 8     |
| Tokushima Vortis | 2010  | 30        | 4         | -              | -              | 30    | 4     |
| Tokushima Vortis | 2011  | 20        | 2         | -              | -              | 20    | 2     |
| Total            | Total | 257       | 34        | 5              | 0              | 262   | 34    |